# Помеха богослужению
Поме́ха богослуже́нию — осознанное воспрепятствование осуществлению права на свободу вероисповедания, уголовное преступление в ряде стран, где законодательства особо защищают как сами богослужения, так и места их проведения.

## Австрия
Помехи богослужению запрещены § 189 уголовного кодекса Австрии. Наказание — до шести месяцев лишения свободы или штраф в размере 360 дней зарплаты. В случае применения насилия — до двух лет лишения свободы.

## Бельгия и Люксембург
Статья 143 Уголовного кодекса Бельгии запрещает препятствовать, задерживать или прерывать отправления культов, проводимые в предназначенных для этого местах, а также публичные церемонии этих культов, и предусматривает наказание за нарушения в виде лишения свободы на срок от 8 дней до 3 месяцев и штрафа от 26 до 500 € (в поправках L 2003-12-19/34, art. 11, 046). Любопытно, что формулировка статьи не менялась с 1867 года, лишь в 2003 году штраф от 26 до 500 франков был заменён на сумму от 26 до 500 евро. Впервые же в бельгийском законодательстве эта статья появилась под номером 261 в наполеоновском Уголовном кодексе от 1810 года, незначительно отличалось лишь наказание: штрафа от 16 до 300 франков и заключение от 6 дней до 3 месяцев.
Дословно скопирована эта статья и в Уголовном кодексе Люксембурга (также под номером 143). В таком виде статья существовала уже в оригинальной редакции Уголовного кодекса Люксембурга 1879 года.

## Германия
Помехи богослужению запрещены § 167 уголовного кодекса Германии. Наказание — до трёх лет лишения свободы или штраф.

## Россия
В России в июне 2013 года приняты поправки к УК РФ (закон № 142303-6), по одной из них (пункт 3 статьи 148 УК) вводится понятие «незаконное воспрепятствование ... проведению богослужений». Текст: «Незаконное воспрепятствование деятельности религиозных организаций или проведению богослужений, других религиозных обрядов и церемоний — наказывается штрафом в размере до трёхсот тысяч рублей или в размере заработной платы или иного дохода осуждённого за период до двух лет, либо обязательными работами на срок до трёхсот шестидесяти часов, либо исправительными работами на срок до одного года, либо арестом на срок до трёх месяцев».

## Франция
Согласно статье 32 Закона о разделении церквей и государства, запрещено препятствовать, задерживать или прерывать богослужения, создавая помехи или беспорядки в местах, где проводятся эти отправления культа. Соответствующие нарушения наказуемы штрафом как за проступок пятого класса и/или лишением свободы на срок от 6 дней до 2 месяцев. Пятый класс — высший для contraventions, то есть проступков или «нарушений» — правонарушений низшей категории тяжести. Сумма штрафа для проступков пятого класса с 2005 года ограничивается 1500 € или 3000 € в случае рецидива. В оригинальной версии закона 1905 года, принятого до классификации проступков по классам, за нарушение статьи 32 предусматривался штраф от 16 до 200 франков и/или тюремное заключение на срок от 6 дней до 2 месяцев. Эта норма соответствовала закону 261 наполеоновского Уголовного кодекса от 1810 года, действовавшего во Франции до 1994 года.

## Швейцария
Помехи богослужению запрещены § 261 уголовного кодекса Швейцарии. Наказание — до шести месяцев лишения свободы или штраф.

## Другие страны
Законы во многих других европейских странах (Дания, Финляндия, Греция, Ирландия, Литва, Польша Кипр, Португалия, Латвия) также криминализируют помехи богослужению, часто только для зарегистрированных религий.